# Fredrik Edwardson
Fredrik Lars Einar Edwardson, född 22 maj 1976 i Karlskrona amiralitetsförsamling i Blekinge län, är en svensk militär.

## Biografi
Edwardson avlade sjöofficersexamen 1998 och utnämndes samma år till fänrik i Tredje ytstridsflottiljen. Som kommendörkapten var han bland annat fartygschef på korvetten Nyköping i mitten av 2010-talet. Edwardson befordrades till kommendör 2020 och var ställföreträdande chef för Marinbasen från den 1 juni 2020 till den 9 juni 2022. Han är chef för Marinbasen sedan den 10 juni 2022.
Fredrik Edwardson är son till kommendörkapten Rolf Edwardson.